# Everything Is Made in China
Everything Is Made in China (EIMIC) ist eine russische Rockband, die 2005 in Moskau gegründet wurde.

## Geschichte

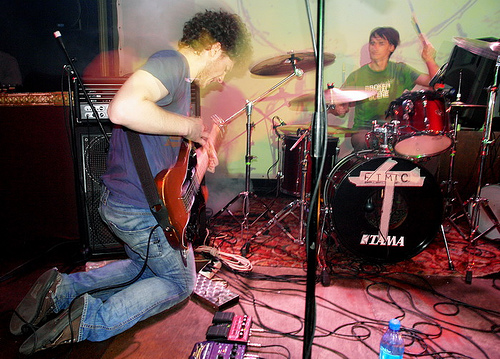
Everything Is Made in China (2007)

Nachdem sie mit ihrer ersten EP Erfolg in der russischen Alternativ-Szene hatten und ihre Demos an verschiedene Recording-Studios der Welt verschickt hatten, wurden EIMIC nach Toronto, Kanada eingeladen um ihre erste professionelle Aufnahme zu machen. Das erste Album ist im Spätsommer 2007 erschienen. Rolling Stone hat EIMIC als eine der besten und aussichtsreichen russischen Post-Rock-Bands bezeichnet.

## Stil
Der Stil der Band wird als eine Mischung aus Post-Rock und Indie-Rock beschrieben. EIMIC hat Elemente der Ambient-Richtung, Electro und Indie in ihre Musik aufgenommen. Die Musik von EIMIC ist minimalistisch: sie legen wenig Akzent auf die Texte, sondern auf Melodie und psychedelische Gestaltung der Musik mit Hilfe elektronischer und vokaler Samples. Ihre Mitglieder geben an, von der Musik von Bands wie Broken Social Scene, Mogwai, Radiohead und The Most Serene Republic beeinflusst zu sein.

## Diskografie

### EPs
- 2006: Everything Is Made in China

### Alben
- 2007: 4
- 2009: Automatic Movements
- 2013: Amber
- 2017: Acquired Taste